# Генадий Авиен
Генадий Авиен (на латински: Gennadius Avienus) е политик на Западната Римска империя през 5 век.

## Биография
Произлиза от стара римска фамилия. Баща е на Аниций Проб Фауст (консул 490 г.).
През 450 г. той е консул с колега император Валентиниан III. След две години през 452 г. Валентиниан и Сената го изпращат заедно с Тригеций и владиката на Рим Лъв I да преговаря с краля на хуните Атила.